# Grand Prix automobile de Marseille 1949
Le Grand Prix automobile de Marseille 1949 (VII Grand Prix de Marseille) est un Grand Prix qui s'est tenu dans le parc Borély le 22 mai 1949. 
Les coureurs sont divisés en deux groupes lesquels qualifient respectivement six et cinq pilotes auxquels s'ajoutent deux autres pilotes issus d'une manche de rattrapage regroupant tout ou partie des autres concurrents.

## Première manche

### Classement de la course
| Pos. | no | Pilote                      | Écurie                 | Châssis             | Tours |
| ---- | -- | --------------------------- | ---------------------- | ------------------- | ----- |
| 1    | 4  | Philippe Étancelin          | Équipe Gordini         | Talbot-Lago T26C    | 15    |
| 2    | 32 | Juan Manuel Fangio          | Scuderia Achille Varzi | Simca-Gordini T15   |       |
| 3    | 12 | Raymond Sommer              | Scuderia Ferrari       | Ferrari 166         |       |
| 4    | 28 | Eugène Martin               | Privé                  | Jicey-BMW           |       |
| 5    | 18 | Roberto Vallone             | Scuderia Lazio         | Ferrari 166 Inter   |       |
| 6    | 10 | Eugène Chaboud              | Écurie Lutetia         | Delahaye type 135 S |       |
| 7    | 20 | Tazio Nuvolari Piero Carini | Privé                  | Maserati A6GCS      |       |
| 8    | 30 | René Bonnet                 | Automobiles DB         | DB 6-Citroën        |       |
| 9    | 54 | Henri Degioanni             | Privé                  | Bugatti Type 57S    |       |
| Abd. | 26 | Enrique Tintoré             | Privé                  | Maserati A6GCS      |       |
| Abd. | 36 | Robert Manzon               | Équipe Gordini         | Simca-Gordini T15   |       |

- Légende: Abd.=Abandon.

## Deuxième manche

### Classement
| Pos. | no | Pilote              | Écurie                 | Châssis            | Tours |
| ---- | -- | ------------------- | ---------------------- | ------------------ | ----- |
| 1    | 34 | Benedicto Campos    | Scuderia Achille Varzi | Simca-Gordini T15  | 15    |
| 2    | 38 | Maurice Trintignant | Équipe Gordini         | Simca-Gordini T15  |       |
| 3    | 42 | Ferdinando Righetti | Scuderia Stanguellini  | Stanguellini-Fiat  |       |
| 4    | 14 | Felice Bonetto      | Scuderia Ferrari       | Ferrari 166C       |       |
| 5    | 2  | Louis Chiron        | SFACS Écurie France    | Talbot-Lago T26C   |       |
| 6    |    | Inconnu             |                        |                    |       |
| 7    | 8  | Pierre Levegh       | Privé                  | Talbot-Lago T26C   |       |
| 8    | 6  | Guy Mairesse        | SFACS Écurie France    | Talbot-Lago T26C   |       |
| 9    | 44 | Roger Loyer         | Écurie de Paris        | Cisitalia D46-Fiat |       |
| 10   | 22 | Emilio Romano       | Privé                  | Maserati A6GCS     |       |
| 11   | 50 | François Landon     | Privé                  | Cisitalia D46-Fiat |       |
| Abd. | 46 | Harry Schell        | Horschell Racing Corp  | Cisitalia D46-Fiat |       |

- Légende: Abd.=Abandon.

## Manche de repêchage

### Classement de la course
| Pos. | no | Pilote          | Écurie              | Châssis            | Tours |
| ---- | -- | --------------- | ------------------- | ------------------ | ----- |
| 1    | 8  | Pierre Levegh   | Privé               | Talbot-Lago T26C   | ?     |
| 2    | 6  | Guy Mairesse    | SFACS Écurie France | Talbot-Lago T26C   |       |
| 3    | 30 | René Bonnet     | Automobiles DB      | DB 6-Citroën       |       |
| 4    | 44 | Roger Loyer     | Écurie de Paris     | Cisitalia D46-Fiat |       |
| 5    | 26 | Enrique Tintoré | Privé               | Maserati A6GCS     |       |
| 6    | 54 | Henri Degioanni | Privé               | Bugatti Type 57S   |       |

## Manche finale

### Classement de la course
| Pos. | no | Pilote              | Écurie                 | Châssis                | Tours | Temps/Abandon                   |
| ---- | -- | ------------------- | ---------------------- | ---------------------- | ----- | ------------------------------- |
| 1    | 32 | Juan Manuel Fangio  | Scuderia Achille Varzi | Simca-Gordini T15      | 50    | 1 h 18 min 33 s 0 (167,79 km/h) |
| 2    | 4  | Philippe Étancelin  | Privé                  | Talbot-Lago T26C       | 50    | + 18 s 6                        |
| 3    | 38 | Maurice Trintignant | Équipe Gordini         | Simca-Gordini T15      | 50    | + 35 s 5                        |
| 4    | 14 | Felice Bonetto      | Scuderia Ferrari       | Ferrari 166C           | 50    | + 1 min 6 s 6                   |
| 5    | 34 | Benedicto Campos    | Scuderia Achille Varzi | Simca-Gordini T15      | 50    | + 1 min 27 s 8                  |
| 6    | 2  | Louis Chiron        | SFACS Écurie France    | Talbot-Lago T26C       | 49    | + 1 tour                        |
| 7    | 10 | Eugène Chaboud      | Écurie Lutetia         | Delahaye type 135S     | 47    | + 3 tours                       |
| 8    | 18 | Roberto Vallone     | Scuderia Lazio         | Ferrari 166 Inter      | 46    | + 4 tours                       |
| Abd. | 42 | Ferdinando Righetti | Scuderia Stanguellini  | Stanguellini-Fiat      | 43    | Accident                        |
| Abd. | 12 | Raymond Sommer      | Scuderia Ferrari       | Ferrari 166            | 38    | Malade                          |
| Abd. | 6  | Guy Mairesse        | SFACS Écurie France    | Talbot-Lago T26C       | ?     | Accident                        |
| Abd. | 8  | Pierre Levegh       | Privé                  | Talbot-Lago T26C       | 30    | Freins                          |
| Abd. | 40 | Rudi Fischer        | Écurie Espadon         | Simca-Gordini T11      |       | Radiateur                       |
| Abd. | 28 | Eugène Martin       | Privé                  | Jicey-BMW              |       | Moteur                          |
| Nq.  | 30 | René Bonnet         | Automobiles DB         | DB 6-Citroën           |       |                                 |
| Nq.  | 44 | Roger Loyer         | Écurie de Paris        | Cisitalia D46-Fiat     |       |                                 |
| Nq.  | 26 | Enrique Tintoré     | Privé                  | Maserati A6GCS         |       |                                 |
| Nq.  | 54 | Henri Degioanni     | Privé                  | Bugatti Type 57S       |       |                                 |
| Nq.  | 24 | Piero Carini        | Privé                  | Maserati A6GCS         |       |                                 |
| Nq.  | 22 | Emilio Romano       | Privé                  | Maserati A6GCS         |       |                                 |
| Nq.  | 50 | François Landon     | Privé                  | Cisitalia D46-Fiat     |       |                                 |
| Nq.  | 46 | Harry Schell        | Horschell Racing Corp  | Cisitalia D46-Fiat     |       |                                 |
| Nq.  | 20 | Tazio Nuvolari      | Privé                  | Maserati A6GCS         |       |                                 |
| Nq.  | 36 | Robert Manzon       | Équipe Gordini         | Simca-Gordini T15      |       |                                 |
| Npq. | 64 | Paul Vallée         | Privé                  | Bugatti Type 35        |       |                                 |
| Npq. | 58 | Adrien Caire        | Privé                  | Darl'Mat-Peugeot       |       |                                 |
| Npq. | 52 | Élie Bayol          | Privé                  | Bugatti Type 35        |       |                                 |
| Npq. | 56 | Ange Moscatelli     | Privé                  | Simca Spéciale-Gordini |       |                                 |
| Np.  | 16 | Bruno Sterzi        | Scuderia Inter         | Ferrari 166 Inter      |       |                                 |
| Np.  | 60 | Francis Antonelli   | Privé                  | BMW 328                |       |                                 |
| Np.  | 62 | Paul Fabre          | Privé                  | Bugatti Type 37A       |       |                                 |

- Légende: Abd.=Abandon - Nq.=Non qualifié - Npq.=Non préqualifié - Np.=Non partant.

## Pole position et record du tour
- Pole position :  Inconnu (Inconnu).
- Meilleur tour en course :  Inconnu (Inconnu).